# Cortina de fier (film din 1948)
The Iron Curtain  este un film alb-negru thriller din 1948 cu Dana Andrews și Gene Tierney. Scenariul se bazează pe memoriile lui Igor Gouzenko (1919–1982). Filmul este regizat de William Wellman filmările având loc la Ottawa, Canada director de imagine fiind Charles G. Clarke.  Filmul a fost mai târziu relansat ca Behind the Iron Curtain.
În Șostakovici vs. Twentieth Century-Fox, compozitorul rus Dmitri Șostakovici a dat în judecată fără succes distribuitorul filmului, Twentieth Century-Fox Film Corporation, la o instanță din New York, pentru utilizarea operelor sale muzicale care au ajuns în domeniul public.

## Actori
- Dana Andrews este Igor Gouzenko
- Gene Tierney este Anna Gouzenko
- June Havoc este Nina Karanova
- Berry Kroeger este John Grubb, sau 'Paul'
- Edna Best este Mrs. Albert Foster, vecin
- Stefan Schnabel este Col. Ilya Ranov, atașat al ambasadei
- Eduard Franz este Maj. Semyon Kulin
- Nicholas Joy este Dr. Harold Preston Norman, sau 'Alec'
- Frederic Tozere este Col. Aleksandr Trigorin